# Bẫy Würzburger
|   | a | b | c | d | e | f | g | h |   |
| 8 | a8 black rook · b8 black knight · e8 black king · f8 black bishop · h8 black rook · a7 black pawn · b7 black pawn · c7 black pawn · f7 black pawn · g7 black pawn · h7 black pawn · e5 white pawn · h5 white knight · b3 white pawn · d3 white pawn · g3 white pawn · a2 white pawn · c2 black bishop · a1 white rook · c1 white bishop · e1 white king · f1 white bishop · h1 white rook | a8 black rook · b8 black knight · e8 black king · f8 black bishop · h8 black rook · a7 black pawn · b7 black pawn · c7 black pawn · f7 black pawn · g7 black pawn · h7 black pawn · e5 white pawn · h5 white knight · b3 white pawn · d3 white pawn · g3 white pawn · a2 white pawn · c2 black bishop · a1 white rook · c1 white bishop · e1 white king · f1 white bishop · h1 white rook | a8 black rook · b8 black knight · e8 black king · f8 black bishop · h8 black rook · a7 black pawn · b7 black pawn · c7 black pawn · f7 black pawn · g7 black pawn · h7 black pawn · e5 white pawn · h5 white knight · b3 white pawn · d3 white pawn · g3 white pawn · a2 white pawn · c2 black bishop · a1 white rook · c1 white bishop · e1 white king · f1 white bishop · h1 white rook | a8 black rook · b8 black knight · e8 black king · f8 black bishop · h8 black rook · a7 black pawn · b7 black pawn · c7 black pawn · f7 black pawn · g7 black pawn · h7 black pawn · e5 white pawn · h5 white knight · b3 white pawn · d3 white pawn · g3 white pawn · a2 white pawn · c2 black bishop · a1 white rook · c1 white bishop · e1 white king · f1 white bishop · h1 white rook | a8 black rook · b8 black knight · e8 black king · f8 black bishop · h8 black rook · a7 black pawn · b7 black pawn · c7 black pawn · f7 black pawn · g7 black pawn · h7 black pawn · e5 white pawn · h5 white knight · b3 white pawn · d3 white pawn · g3 white pawn · a2 white pawn · c2 black bishop · a1 white rook · c1 white bishop · e1 white king · f1 white bishop · h1 white rook | a8 black rook · b8 black knight · e8 black king · f8 black bishop · h8 black rook · a7 black pawn · b7 black pawn · c7 black pawn · f7 black pawn · g7 black pawn · h7 black pawn · e5 white pawn · h5 white knight · b3 white pawn · d3 white pawn · g3 white pawn · a2 white pawn · c2 black bishop · a1 white rook · c1 white bishop · e1 white king · f1 white bishop · h1 white rook | a8 black rook · b8 black knight · e8 black king · f8 black bishop · h8 black rook · a7 black pawn · b7 black pawn · c7 black pawn · f7 black pawn · g7 black pawn · h7 black pawn · e5 white pawn · h5 white knight · b3 white pawn · d3 white pawn · g3 white pawn · a2 white pawn · c2 black bishop · a1 white rook · c1 white bishop · e1 white king · f1 white bishop · h1 white rook | a8 black rook · b8 black knight · e8 black king · f8 black bishop · h8 black rook · a7 black pawn · b7 black pawn · c7 black pawn · f7 black pawn · g7 black pawn · h7 black pawn · e5 white pawn · h5 white knight · b3 white pawn · d3 white pawn · g3 white pawn · a2 white pawn · c2 black bishop · a1 white rook · c1 white bishop · e1 white king · f1 white bishop · h1 white rook | 8 |
| 7 | a8 black rook · b8 black knight · e8 black king · f8 black bishop · h8 black rook · a7 black pawn · b7 black pawn · c7 black pawn · f7 black pawn · g7 black pawn · h7 black pawn · e5 white pawn · h5 white knight · b3 white pawn · d3 white pawn · g3 white pawn · a2 white pawn · c2 black bishop · a1 white rook · c1 white bishop · e1 white king · f1 white bishop · h1 white rook | a8 black rook · b8 black knight · e8 black king · f8 black bishop · h8 black rook · a7 black pawn · b7 black pawn · c7 black pawn · f7 black pawn · g7 black pawn · h7 black pawn · e5 white pawn · h5 white knight · b3 white pawn · d3 white pawn · g3 white pawn · a2 white pawn · c2 black bishop · a1 white rook · c1 white bishop · e1 white king · f1 white bishop · h1 white rook | a8 black rook · b8 black knight · e8 black king · f8 black bishop · h8 black rook · a7 black pawn · b7 black pawn · c7 black pawn · f7 black pawn · g7 black pawn · h7 black pawn · e5 white pawn · h5 white knight · b3 white pawn · d3 white pawn · g3 white pawn · a2 white pawn · c2 black bishop · a1 white rook · c1 white bishop · e1 white king · f1 white bishop · h1 white rook | a8 black rook · b8 black knight · e8 black king · f8 black bishop · h8 black rook · a7 black pawn · b7 black pawn · c7 black pawn · f7 black pawn · g7 black pawn · h7 black pawn · e5 white pawn · h5 white knight · b3 white pawn · d3 white pawn · g3 white pawn · a2 white pawn · c2 black bishop · a1 white rook · c1 white bishop · e1 white king · f1 white bishop · h1 white rook | a8 black rook · b8 black knight · e8 black king · f8 black bishop · h8 black rook · a7 black pawn · b7 black pawn · c7 black pawn · f7 black pawn · g7 black pawn · h7 black pawn · e5 white pawn · h5 white knight · b3 white pawn · d3 white pawn · g3 white pawn · a2 white pawn · c2 black bishop · a1 white rook · c1 white bishop · e1 white king · f1 white bishop · h1 white rook | a8 black rook · b8 black knight · e8 black king · f8 black bishop · h8 black rook · a7 black pawn · b7 black pawn · c7 black pawn · f7 black pawn · g7 black pawn · h7 black pawn · e5 white pawn · h5 white knight · b3 white pawn · d3 white pawn · g3 white pawn · a2 white pawn · c2 black bishop · a1 white rook · c1 white bishop · e1 white king · f1 white bishop · h1 white rook | a8 black rook · b8 black knight · e8 black king · f8 black bishop · h8 black rook · a7 black pawn · b7 black pawn · c7 black pawn · f7 black pawn · g7 black pawn · h7 black pawn · e5 white pawn · h5 white knight · b3 white pawn · d3 white pawn · g3 white pawn · a2 white pawn · c2 black bishop · a1 white rook · c1 white bishop · e1 white king · f1 white bishop · h1 white rook | a8 black rook · b8 black knight · e8 black king · f8 black bishop · h8 black rook · a7 black pawn · b7 black pawn · c7 black pawn · f7 black pawn · g7 black pawn · h7 black pawn · e5 white pawn · h5 white knight · b3 white pawn · d3 white pawn · g3 white pawn · a2 white pawn · c2 black bishop · a1 white rook · c1 white bishop · e1 white king · f1 white bishop · h1 white rook | 7 |
| 6 | a8 black rook · b8 black knight · e8 black king · f8 black bishop · h8 black rook · a7 black pawn · b7 black pawn · c7 black pawn · f7 black pawn · g7 black pawn · h7 black pawn · e5 white pawn · h5 white knight · b3 white pawn · d3 white pawn · g3 white pawn · a2 white pawn · c2 black bishop · a1 white rook · c1 white bishop · e1 white king · f1 white bishop · h1 white rook | a8 black rook · b8 black knight · e8 black king · f8 black bishop · h8 black rook · a7 black pawn · b7 black pawn · c7 black pawn · f7 black pawn · g7 black pawn · h7 black pawn · e5 white pawn · h5 white knight · b3 white pawn · d3 white pawn · g3 white pawn · a2 white pawn · c2 black bishop · a1 white rook · c1 white bishop · e1 white king · f1 white bishop · h1 white rook | a8 black rook · b8 black knight · e8 black king · f8 black bishop · h8 black rook · a7 black pawn · b7 black pawn · c7 black pawn · f7 black pawn · g7 black pawn · h7 black pawn · e5 white pawn · h5 white knight · b3 white pawn · d3 white pawn · g3 white pawn · a2 white pawn · c2 black bishop · a1 white rook · c1 white bishop · e1 white king · f1 white bishop · h1 white rook | a8 black rook · b8 black knight · e8 black king · f8 black bishop · h8 black rook · a7 black pawn · b7 black pawn · c7 black pawn · f7 black pawn · g7 black pawn · h7 black pawn · e5 white pawn · h5 white knight · b3 white pawn · d3 white pawn · g3 white pawn · a2 white pawn · c2 black bishop · a1 white rook · c1 white bishop · e1 white king · f1 white bishop · h1 white rook | a8 black rook · b8 black knight · e8 black king · f8 black bishop · h8 black rook · a7 black pawn · b7 black pawn · c7 black pawn · f7 black pawn · g7 black pawn · h7 black pawn · e5 white pawn · h5 white knight · b3 white pawn · d3 white pawn · g3 white pawn · a2 white pawn · c2 black bishop · a1 white rook · c1 white bishop · e1 white king · f1 white bishop · h1 white rook | a8 black rook · b8 black knight · e8 black king · f8 black bishop · h8 black rook · a7 black pawn · b7 black pawn · c7 black pawn · f7 black pawn · g7 black pawn · h7 black pawn · e5 white pawn · h5 white knight · b3 white pawn · d3 white pawn · g3 white pawn · a2 white pawn · c2 black bishop · a1 white rook · c1 white bishop · e1 white king · f1 white bishop · h1 white rook | a8 black rook · b8 black knight · e8 black king · f8 black bishop · h8 black rook · a7 black pawn · b7 black pawn · c7 black pawn · f7 black pawn · g7 black pawn · h7 black pawn · e5 white pawn · h5 white knight · b3 white pawn · d3 white pawn · g3 white pawn · a2 white pawn · c2 black bishop · a1 white rook · c1 white bishop · e1 white king · f1 white bishop · h1 white rook | a8 black rook · b8 black knight · e8 black king · f8 black bishop · h8 black rook · a7 black pawn · b7 black pawn · c7 black pawn · f7 black pawn · g7 black pawn · h7 black pawn · e5 white pawn · h5 white knight · b3 white pawn · d3 white pawn · g3 white pawn · a2 white pawn · c2 black bishop · a1 white rook · c1 white bishop · e1 white king · f1 white bishop · h1 white rook | 6 |
| 5 | a8 black rook · b8 black knight · e8 black king · f8 black bishop · h8 black rook · a7 black pawn · b7 black pawn · c7 black pawn · f7 black pawn · g7 black pawn · h7 black pawn · e5 white pawn · h5 white knight · b3 white pawn · d3 white pawn · g3 white pawn · a2 white pawn · c2 black bishop · a1 white rook · c1 white bishop · e1 white king · f1 white bishop · h1 white rook | a8 black rook · b8 black knight · e8 black king · f8 black bishop · h8 black rook · a7 black pawn · b7 black pawn · c7 black pawn · f7 black pawn · g7 black pawn · h7 black pawn · e5 white pawn · h5 white knight · b3 white pawn · d3 white pawn · g3 white pawn · a2 white pawn · c2 black bishop · a1 white rook · c1 white bishop · e1 white king · f1 white bishop · h1 white rook | a8 black rook · b8 black knight · e8 black king · f8 black bishop · h8 black rook · a7 black pawn · b7 black pawn · c7 black pawn · f7 black pawn · g7 black pawn · h7 black pawn · e5 white pawn · h5 white knight · b3 white pawn · d3 white pawn · g3 white pawn · a2 white pawn · c2 black bishop · a1 white rook · c1 white bishop · e1 white king · f1 white bishop · h1 white rook | a8 black rook · b8 black knight · e8 black king · f8 black bishop · h8 black rook · a7 black pawn · b7 black pawn · c7 black pawn · f7 black pawn · g7 black pawn · h7 black pawn · e5 white pawn · h5 white knight · b3 white pawn · d3 white pawn · g3 white pawn · a2 white pawn · c2 black bishop · a1 white rook · c1 white bishop · e1 white king · f1 white bishop · h1 white rook | a8 black rook · b8 black knight · e8 black king · f8 black bishop · h8 black rook · a7 black pawn · b7 black pawn · c7 black pawn · f7 black pawn · g7 black pawn · h7 black pawn · e5 white pawn · h5 white knight · b3 white pawn · d3 white pawn · g3 white pawn · a2 white pawn · c2 black bishop · a1 white rook · c1 white bishop · e1 white king · f1 white bishop · h1 white rook | a8 black rook · b8 black knight · e8 black king · f8 black bishop · h8 black rook · a7 black pawn · b7 black pawn · c7 black pawn · f7 black pawn · g7 black pawn · h7 black pawn · e5 white pawn · h5 white knight · b3 white pawn · d3 white pawn · g3 white pawn · a2 white pawn · c2 black bishop · a1 white rook · c1 white bishop · e1 white king · f1 white bishop · h1 white rook | a8 black rook · b8 black knight · e8 black king · f8 black bishop · h8 black rook · a7 black pawn · b7 black pawn · c7 black pawn · f7 black pawn · g7 black pawn · h7 black pawn · e5 white pawn · h5 white knight · b3 white pawn · d3 white pawn · g3 white pawn · a2 white pawn · c2 black bishop · a1 white rook · c1 white bishop · e1 white king · f1 white bishop · h1 white rook | a8 black rook · b8 black knight · e8 black king · f8 black bishop · h8 black rook · a7 black pawn · b7 black pawn · c7 black pawn · f7 black pawn · g7 black pawn · h7 black pawn · e5 white pawn · h5 white knight · b3 white pawn · d3 white pawn · g3 white pawn · a2 white pawn · c2 black bishop · a1 white rook · c1 white bishop · e1 white king · f1 white bishop · h1 white rook | 5 |
| 4 | a8 black rook · b8 black knight · e8 black king · f8 black bishop · h8 black rook · a7 black pawn · b7 black pawn · c7 black pawn · f7 black pawn · g7 black pawn · h7 black pawn · e5 white pawn · h5 white knight · b3 white pawn · d3 white pawn · g3 white pawn · a2 white pawn · c2 black bishop · a1 white rook · c1 white bishop · e1 white king · f1 white bishop · h1 white rook | a8 black rook · b8 black knight · e8 black king · f8 black bishop · h8 black rook · a7 black pawn · b7 black pawn · c7 black pawn · f7 black pawn · g7 black pawn · h7 black pawn · e5 white pawn · h5 white knight · b3 white pawn · d3 white pawn · g3 white pawn · a2 white pawn · c2 black bishop · a1 white rook · c1 white bishop · e1 white king · f1 white bishop · h1 white rook | a8 black rook · b8 black knight · e8 black king · f8 black bishop · h8 black rook · a7 black pawn · b7 black pawn · c7 black pawn · f7 black pawn · g7 black pawn · h7 black pawn · e5 white pawn · h5 white knight · b3 white pawn · d3 white pawn · g3 white pawn · a2 white pawn · c2 black bishop · a1 white rook · c1 white bishop · e1 white king · f1 white bishop · h1 white rook | a8 black rook · b8 black knight · e8 black king · f8 black bishop · h8 black rook · a7 black pawn · b7 black pawn · c7 black pawn · f7 black pawn · g7 black pawn · h7 black pawn · e5 white pawn · h5 white knight · b3 white pawn · d3 white pawn · g3 white pawn · a2 white pawn · c2 black bishop · a1 white rook · c1 white bishop · e1 white king · f1 white bishop · h1 white rook | a8 black rook · b8 black knight · e8 black king · f8 black bishop · h8 black rook · a7 black pawn · b7 black pawn · c7 black pawn · f7 black pawn · g7 black pawn · h7 black pawn · e5 white pawn · h5 white knight · b3 white pawn · d3 white pawn · g3 white pawn · a2 white pawn · c2 black bishop · a1 white rook · c1 white bishop · e1 white king · f1 white bishop · h1 white rook | a8 black rook · b8 black knight · e8 black king · f8 black bishop · h8 black rook · a7 black pawn · b7 black pawn · c7 black pawn · f7 black pawn · g7 black pawn · h7 black pawn · e5 white pawn · h5 white knight · b3 white pawn · d3 white pawn · g3 white pawn · a2 white pawn · c2 black bishop · a1 white rook · c1 white bishop · e1 white king · f1 white bishop · h1 white rook | a8 black rook · b8 black knight · e8 black king · f8 black bishop · h8 black rook · a7 black pawn · b7 black pawn · c7 black pawn · f7 black pawn · g7 black pawn · h7 black pawn · e5 white pawn · h5 white knight · b3 white pawn · d3 white pawn · g3 white pawn · a2 white pawn · c2 black bishop · a1 white rook · c1 white bishop · e1 white king · f1 white bishop · h1 white rook | a8 black rook · b8 black knight · e8 black king · f8 black bishop · h8 black rook · a7 black pawn · b7 black pawn · c7 black pawn · f7 black pawn · g7 black pawn · h7 black pawn · e5 white pawn · h5 white knight · b3 white pawn · d3 white pawn · g3 white pawn · a2 white pawn · c2 black bishop · a1 white rook · c1 white bishop · e1 white king · f1 white bishop · h1 white rook | 4 |
| 3 | a8 black rook · b8 black knight · e8 black king · f8 black bishop · h8 black rook · a7 black pawn · b7 black pawn · c7 black pawn · f7 black pawn · g7 black pawn · h7 black pawn · e5 white pawn · h5 white knight · b3 white pawn · d3 white pawn · g3 white pawn · a2 white pawn · c2 black bishop · a1 white rook · c1 white bishop · e1 white king · f1 white bishop · h1 white rook | a8 black rook · b8 black knight · e8 black king · f8 black bishop · h8 black rook · a7 black pawn · b7 black pawn · c7 black pawn · f7 black pawn · g7 black pawn · h7 black pawn · e5 white pawn · h5 white knight · b3 white pawn · d3 white pawn · g3 white pawn · a2 white pawn · c2 black bishop · a1 white rook · c1 white bishop · e1 white king · f1 white bishop · h1 white rook | a8 black rook · b8 black knight · e8 black king · f8 black bishop · h8 black rook · a7 black pawn · b7 black pawn · c7 black pawn · f7 black pawn · g7 black pawn · h7 black pawn · e5 white pawn · h5 white knight · b3 white pawn · d3 white pawn · g3 white pawn · a2 white pawn · c2 black bishop · a1 white rook · c1 white bishop · e1 white king · f1 white bishop · h1 white rook | a8 black rook · b8 black knight · e8 black king · f8 black bishop · h8 black rook · a7 black pawn · b7 black pawn · c7 black pawn · f7 black pawn · g7 black pawn · h7 black pawn · e5 white pawn · h5 white knight · b3 white pawn · d3 white pawn · g3 white pawn · a2 white pawn · c2 black bishop · a1 white rook · c1 white bishop · e1 white king · f1 white bishop · h1 white rook | a8 black rook · b8 black knight · e8 black king · f8 black bishop · h8 black rook · a7 black pawn · b7 black pawn · c7 black pawn · f7 black pawn · g7 black pawn · h7 black pawn · e5 white pawn · h5 white knight · b3 white pawn · d3 white pawn · g3 white pawn · a2 white pawn · c2 black bishop · a1 white rook · c1 white bishop · e1 white king · f1 white bishop · h1 white rook | a8 black rook · b8 black knight · e8 black king · f8 black bishop · h8 black rook · a7 black pawn · b7 black pawn · c7 black pawn · f7 black pawn · g7 black pawn · h7 black pawn · e5 white pawn · h5 white knight · b3 white pawn · d3 white pawn · g3 white pawn · a2 white pawn · c2 black bishop · a1 white rook · c1 white bishop · e1 white king · f1 white bishop · h1 white rook | a8 black rook · b8 black knight · e8 black king · f8 black bishop · h8 black rook · a7 black pawn · b7 black pawn · c7 black pawn · f7 black pawn · g7 black pawn · h7 black pawn · e5 white pawn · h5 white knight · b3 white pawn · d3 white pawn · g3 white pawn · a2 white pawn · c2 black bishop · a1 white rook · c1 white bishop · e1 white king · f1 white bishop · h1 white rook | a8 black rook · b8 black knight · e8 black king · f8 black bishop · h8 black rook · a7 black pawn · b7 black pawn · c7 black pawn · f7 black pawn · g7 black pawn · h7 black pawn · e5 white pawn · h5 white knight · b3 white pawn · d3 white pawn · g3 white pawn · a2 white pawn · c2 black bishop · a1 white rook · c1 white bishop · e1 white king · f1 white bishop · h1 white rook | 3 |
| 2 | a8 black rook · b8 black knight · e8 black king · f8 black bishop · h8 black rook · a7 black pawn · b7 black pawn · c7 black pawn · f7 black pawn · g7 black pawn · h7 black pawn · e5 white pawn · h5 white knight · b3 white pawn · d3 white pawn · g3 white pawn · a2 white pawn · c2 black bishop · a1 white rook · c1 white bishop · e1 white king · f1 white bishop · h1 white rook | a8 black rook · b8 black knight · e8 black king · f8 black bishop · h8 black rook · a7 black pawn · b7 black pawn · c7 black pawn · f7 black pawn · g7 black pawn · h7 black pawn · e5 white pawn · h5 white knight · b3 white pawn · d3 white pawn · g3 white pawn · a2 white pawn · c2 black bishop · a1 white rook · c1 white bishop · e1 white king · f1 white bishop · h1 white rook | a8 black rook · b8 black knight · e8 black king · f8 black bishop · h8 black rook · a7 black pawn · b7 black pawn · c7 black pawn · f7 black pawn · g7 black pawn · h7 black pawn · e5 white pawn · h5 white knight · b3 white pawn · d3 white pawn · g3 white pawn · a2 white pawn · c2 black bishop · a1 white rook · c1 white bishop · e1 white king · f1 white bishop · h1 white rook | a8 black rook · b8 black knight · e8 black king · f8 black bishop · h8 black rook · a7 black pawn · b7 black pawn · c7 black pawn · f7 black pawn · g7 black pawn · h7 black pawn · e5 white pawn · h5 white knight · b3 white pawn · d3 white pawn · g3 white pawn · a2 white pawn · c2 black bishop · a1 white rook · c1 white bishop · e1 white king · f1 white bishop · h1 white rook | a8 black rook · b8 black knight · e8 black king · f8 black bishop · h8 black rook · a7 black pawn · b7 black pawn · c7 black pawn · f7 black pawn · g7 black pawn · h7 black pawn · e5 white pawn · h5 white knight · b3 white pawn · d3 white pawn · g3 white pawn · a2 white pawn · c2 black bishop · a1 white rook · c1 white bishop · e1 white king · f1 white bishop · h1 white rook | a8 black rook · b8 black knight · e8 black king · f8 black bishop · h8 black rook · a7 black pawn · b7 black pawn · c7 black pawn · f7 black pawn · g7 black pawn · h7 black pawn · e5 white pawn · h5 white knight · b3 white pawn · d3 white pawn · g3 white pawn · a2 white pawn · c2 black bishop · a1 white rook · c1 white bishop · e1 white king · f1 white bishop · h1 white rook | a8 black rook · b8 black knight · e8 black king · f8 black bishop · h8 black rook · a7 black pawn · b7 black pawn · c7 black pawn · f7 black pawn · g7 black pawn · h7 black pawn · e5 white pawn · h5 white knight · b3 white pawn · d3 white pawn · g3 white pawn · a2 white pawn · c2 black bishop · a1 white rook · c1 white bishop · e1 white king · f1 white bishop · h1 white rook | a8 black rook · b8 black knight · e8 black king · f8 black bishop · h8 black rook · a7 black pawn · b7 black pawn · c7 black pawn · f7 black pawn · g7 black pawn · h7 black pawn · e5 white pawn · h5 white knight · b3 white pawn · d3 white pawn · g3 white pawn · a2 white pawn · c2 black bishop · a1 white rook · c1 white bishop · e1 white king · f1 white bishop · h1 white rook | 2 |
| 1 | a8 black rook · b8 black knight · e8 black king · f8 black bishop · h8 black rook · a7 black pawn · b7 black pawn · c7 black pawn · f7 black pawn · g7 black pawn · h7 black pawn · e5 white pawn · h5 white knight · b3 white pawn · d3 white pawn · g3 white pawn · a2 white pawn · c2 black bishop · a1 white rook · c1 white bishop · e1 white king · f1 white bishop · h1 white rook | a8 black rook · b8 black knight · e8 black king · f8 black bishop · h8 black rook · a7 black pawn · b7 black pawn · c7 black pawn · f7 black pawn · g7 black pawn · h7 black pawn · e5 white pawn · h5 white knight · b3 white pawn · d3 white pawn · g3 white pawn · a2 white pawn · c2 black bishop · a1 white rook · c1 white bishop · e1 white king · f1 white bishop · h1 white rook | a8 black rook · b8 black knight · e8 black king · f8 black bishop · h8 black rook · a7 black pawn · b7 black pawn · c7 black pawn · f7 black pawn · g7 black pawn · h7 black pawn · e5 white pawn · h5 white knight · b3 white pawn · d3 white pawn · g3 white pawn · a2 white pawn · c2 black bishop · a1 white rook · c1 white bishop · e1 white king · f1 white bishop · h1 white rook | a8 black rook · b8 black knight · e8 black king · f8 black bishop · h8 black rook · a7 black pawn · b7 black pawn · c7 black pawn · f7 black pawn · g7 black pawn · h7 black pawn · e5 white pawn · h5 white knight · b3 white pawn · d3 white pawn · g3 white pawn · a2 white pawn · c2 black bishop · a1 white rook · c1 white bishop · e1 white king · f1 white bishop · h1 white rook | a8 black rook · b8 black knight · e8 black king · f8 black bishop · h8 black rook · a7 black pawn · b7 black pawn · c7 black pawn · f7 black pawn · g7 black pawn · h7 black pawn · e5 white pawn · h5 white knight · b3 white pawn · d3 white pawn · g3 white pawn · a2 white pawn · c2 black bishop · a1 white rook · c1 white bishop · e1 white king · f1 white bishop · h1 white rook | a8 black rook · b8 black knight · e8 black king · f8 black bishop · h8 black rook · a7 black pawn · b7 black pawn · c7 black pawn · f7 black pawn · g7 black pawn · h7 black pawn · e5 white pawn · h5 white knight · b3 white pawn · d3 white pawn · g3 white pawn · a2 white pawn · c2 black bishop · a1 white rook · c1 white bishop · e1 white king · f1 white bishop · h1 white rook | a8 black rook · b8 black knight · e8 black king · f8 black bishop · h8 black rook · a7 black pawn · b7 black pawn · c7 black pawn · f7 black pawn · g7 black pawn · h7 black pawn · e5 white pawn · h5 white knight · b3 white pawn · d3 white pawn · g3 white pawn · a2 white pawn · c2 black bishop · a1 white rook · c1 white bishop · e1 white king · f1 white bishop · h1 white rook | a8 black rook · b8 black knight · e8 black king · f8 black bishop · h8 black rook · a7 black pawn · b7 black pawn · c7 black pawn · f7 black pawn · g7 black pawn · h7 black pawn · e5 white pawn · h5 white knight · b3 white pawn · d3 white pawn · g3 white pawn · a2 white pawn · c2 black bishop · a1 white rook · c1 white bishop · e1 white king · f1 white bishop · h1 white rook | 1 |
|   | a | b | c | d | e | f | g | h |   |

Bẫy Würzburger là một bẫy khai cuộc trong Vienna Gambit.
Nó được đặt theo tên ông chủ nhà băng người Đức Max Würzburger năm 1930.
Cái bẫy bắt đầu với
1. e4 e5
2. Mc3 Mf6
3. f4
Trắng chơi Vienna Gambit. Nước đi tiếp theo của đen là nước tốt nhất
3.... d5
4. fxe5 Mxe4
5. d3 Hh4+
6. g3 Mxg3
7. Mf3 Hh5
8. Mxd5 Tg4
9. Mf4 Txf3
10. Mxh5 Txd1
11. hxg3 Txc2?
Đen cố gắng đánh lời một quân tốt, nhưng thay vào đó lại mất một quân nhẹ.
12. b3
(Xem hình.) Quân tượng đen ở c2 bị bẫy, và trắng hơn một quân nhẹ.